# Persoonia kararae
Persoonia kararae är en tvåhjärtbladig växtart som beskrevs av Peter Henry Weston. Persoonia kararae ingår i släktet Persoonia och familjen Proteaceae. Inga underarter finns listade i Catalogue of Life.